# Marie Elisabeth af Sachsen
Marie Elisabeth af Sachsen, (født 22. november 1610, død 24. oktober 1684) var hertuginde af Slesvig-Holsten-Gottorp, datter af Kurfyrst Johan Georg 1. af Sachsen og Magdalena Sibylla af Preussen.
I 1630 blev hun gift med Frederik 3. af Slesvig-Holsten-Gottorp. Hun blev enke i 1659 og flyttede året efter til Wittum Husum slot, som hun gjorde til et kulturcentrum som mæcenat for kunstnere. Hun skrev en tolkning af Bibelen i 1664.

## Ægteskab og børn
Marie Elisabeth giftede sig den 21. februar 1630 i Dresden med Hertug Frederik 3. af Slesvig-Holsten-Gottorp (1597–1659), søn af Hertug Johan Adolf af Slesvig-Holsten-Gottorp og Augusta af Danmark. I ægteskabet blev der født 16 børn:
| Navn                           | Født                           | Død                            | Bemærkninger                                                                                       |
| Med Marie Elisabeth af Sachsen | Med Marie Elisabeth af Sachsen | Med Marie Elisabeth af Sachsen | Med Marie Elisabeth af Sachsen                                                                     |
| ------------------------------ | ------------------------------ | ------------------------------ | -------------------------------------------------------------------------------------------------- |
| Sophie Auguste                 | 5. december 1630               | 12. december 1680              | Gift 16. september 1649 med Fyrst Johan 6. af Anhalt-Zerbst                                        |
| Magdalene Sibylle              | 14. november 1631              | 22. september 1719             | Gift 28. december 1654 med Hertug Gustav Adolf af Mecklenburg-Güstrow                              |
| Johan Adolf                    | 29. september 1632             | 19. november 1633              | |
| Marie Elisabeth                | 6. juni 1634                   | 17. juni 1665                  | Gift 24. november 1650 med Landgrev Ludvig 6. af Hessen-Darmstadt                                  |
| Frederik                       | 17. juli 1635                  | 12. august 1654                | |
| Hedvig Eleonora                | 23. oktober 1636               | 24. november 1715              | Gift 24. oktober 1654 med Kong Karl 10. Gustav af Sverige                                          |
| Adolf Gustav                   | 1. september 1637              | 20. november 1637              | |
| Johan Georg                    | 8. august 1638                 | 25. november 1655              | |
| Anna Dorothea                  | 13. februar 1640               | 13. maj 1713                   | |
| Christian Albrecht             | 3. februar 1641                | 6. januar 1695                 | Hertug af Slesvig-Holsten-Gottorp 1659–1695 Gift 24. oktober 1667 med Frederikke Amalie af Danmark |
| Gustav Ulrik                   | 16. marts 1642                 | 23. oktober 1642               | |
| Christine Sabine               | 11. juli 1643                  | 20. marts 1644                 | |
| August Frederik                | 6. maj 1646                    | 2. oktober 1705                | Fyrstbiskop af Lübeck 1666–1705 Gift 21. juni 1676 med Christine af Sachsen-Weissenfels            |
| Adolf                          | 24. august 1647                | 27. december 1647              | |
| Elisabeth Sofie                | 24. august 1647                | 16. november 1647              | |
| Augusta Maria                  | 6. februar 1649                | 25. april 1728                 | Gift 15. maj 1670 med Markgrev Frederik 7. af Baden-Durlach                                        |